# Михаил (Грибановский)
Епи́скоп Михаи́л (в миру Михаи́л Миха́йлович Гриба́новский; 2 (14) ноября 1856, Елатьма, Тамбовская губерния — 19 (31) августа 1898, Симферополь) — епископ Православной российской церкви; с 19 января 1897 года Таврический и Симферопольский. Богослов.
Став первым за 20 лет в преподавательской корпорации Петербургской духовной академии, кто принял монашество, был неформальным возглавителем «монашеской дружины» — нескольких будущих иерархов Российской Церкви, последовавших его примеру.

## Биография
Родился 2 (14) ноября 1856 года в семье потомственного священника, благочинного городских церквей Елатьмы. Мать — дочь священника. В семье было одиннадцать детей, шестеро из которых умерли в возрасте от одного до двенадцати лет. В детстве и юности Михаил много болел. По воспоминаниям современников,

для того, чтобы победить нежелательную сонливость, он ложится спать на сруб колодца; голова — на одной стенке, ноги — на другой. Чтобы выучить не дававшийся ему греческий язык, Михаил, сказавшись больным, на месяц запирается в квартире и затем отлично отвечает в классе.

Рассказ Антона Чехова «Архиерей» (1902) был навеян образом епископа Михаила, а описание в рассказе судьбы его матери по смерти Преосвященного, видимо, есть точное описание произошедшего с его родительницей.
В 1872 году окончил 2-е Тамбовское духовное училище, позднее — Тамбовскую духовную семинарию и Санкт-Петербургскую духовную академию со степенью кандидата богословия (1884; тема кандидатской работы: «Религиозно-философское мировоззрение философа Гераклита»). Во время учёбы в Санкт-Петербургской духовной академии подружился с будущим митрополитом Антонием (Храповицким).
14 января 1884 года пострижен в монашество; 29 января рукоположён во иеродиакона; 8 мая — во иеромонаха.
С 15 августа 1884 года — и. д. доцента по кафедре основного богословия Санкт-Петербургской духовной академии. С 29 апреля 1887 года — и. д. инспектора этой академии.
10 апреля 1888 года возведён в сан архимандрита. В этом же году удостоен степени магистра богословия за диссертацию «Опыт уяснения основных христианских истин естественной человеческой мыслью. Вып. 1: Истина бытия Божия».
С 1 декабря 1888 — инспектор Санкт-Петербургской духовной академии.
С 27 августа 1890 года — настоятель посольской церкви в Афинах (назначен в Грецию после тяжёлого воспаления лёгких, потребовавшего перемены климата).
С 6 августа 1894 года — епископ Прилукский, викарий Полтавской епархии.
С 30 ноября 1895 года — епископ Каширский, викарий Тульской епархии.
С 19 января 1897 года — епископ Таврический и Симферопольский.
Скончался 19 (31) августа 1898 года.

## Деятельность и личность
Епископ Михаил был глубоким знатоком Священного Писания и русской и зарубежной классической литературы (особенно любил труды Ф. М. Достоевского). Увлекался астрономией. Предметом его научных трудов была философия, в том числе Гераклита и Иммануила Канта. Наиболее известная работа епископа Михаила — «Над Евангелием» — представляет собой сборник эссе на библейские темы, содержащих образные пастырские размышления о смысле жизни, о вере, о «творчестве добра в себе и других». По словам протоиерея Александра Меня, «труд этот написан как свидетельство веры, которая черпает из Писания глаголы жизни вечной. Такой подход автор сознательно противопоставляет „внешнему изучению“ Библии».

Один из современников владыки Михаила, Р. Х. Лепер, писал о нём: 

Преосвященный Михаил был доступен для всякого. Простой, обходительный, ласковый, он глядел на каждого своими кроткими, проницательными глазами и, казалось, видел душу собеседника. Каждый находил у него доброе слово, умный совет, а близость его, общение с ним приближало душу к Богу. И не тем он действовал благотворно, что навязывал кому-нибудь веру, что желал во что бы то ни стало учить. Нет, еще сам того не сознавая, человек начинал близ него чувствовать, что самое существенное проявление веры — любовь к людям: такая уж атмосфера любви, всепрощения к людям царила около него. Говорил он просто, тихо, сердечно, и кто имел счастье беседовать с ним, тот всегда уносил в своем сердце тихое, теплое чувство: земные тревоги и заботы уходили куда-то прочь.

Будучи архиереем, открывал церковно-приходские школы и вечерние курсы для взрослых, поощрял внебогослужебные собеседования, создавал приходские братства, организовал выпуск журнала «Таврические епархиальные ведомости». Столь активная деятельность привела к дальнейшему ухудшению состояния здоровья епископа, который скончался от туберкулёза. По воспоминаниям митрополита Антония (Храповицкого), «он улыбался среди мучительных страданий: задыхаясь, за несколько минут до смерти он шептал друзьям своим свой последний завет о самоотверженном служении Апостольской церкви».
Был похоронен в левом приделе кафедрального Александровского собора в Симферополе. После разрушения храма в 1930 был перезахоронен у храма Всех Святых в этом же городе.

## Труды
- Посмертные сочинения Д. Г. Льюиса // Мысль. — 1882. — январь.
- Развитие представления «я» в человечестве // Мысль. — 1882. — март.
- В чём состоит церковность. // Церковный вестник. — 1886. — № 51-52.
- Наши страдания и их главная причина. // Церковный вестник. — 1887. — № 4-5.
- Ещё о так называемом монашестве учёном. // Церковный вестник. — 1889. — № 40-41.
- Над Евангелием. — СПб., 1896, 1898; Полтава. — 1911; СПб., 1911; СПб., 1994; М., 2002; М., 2004
- Письма // Православная община. — М., 1994. — № 6 (24); 1995. — № 1 (25).
- Лекции по введению в круг богословских наук. — Казань, 1899; Киев, 2003.
- Истина бытия Божия (опыт уяснения основных христианских истин естественной человеческой мыслью) [библ. 8] // Богословские труды. 1990. — № 30. — С. 9-82.
- Речь, произнесенная перед защитой диссертации на степень магистра богословия // Журнал Московской Патриархии. 2004. — № 9. — С. 71-73.